# Усачёв, Тимофей Яковлевич
Тимофей Яковлевич Усачёв (10 февраля 1907 — 18 ноября 1980) — участник Великой Отечественной войны. Один из полных кавалеров ордена Славы. По данным сайта «Герои страны» был награждён четырьмя орденами Славы, но сведений о вручении ордена не имеется.

## Биография
Родился 10 февраля 1907 года в селе Новосильское (ныне — в Семилукском районе Воронежской области) в семье крестьянина. Русский. Получил неполное среднее образование — окончил 7 классов. После окончания школы работал в колхозе.
В Красной Армии и на фронте в Великую Отечественную войну — с августа 1941. Разведчик 488-й отдельной разведывательной роты 219-й стрелковой дивизии 3-й ударной армии 2-го Прибалтийского фронта, впоследствии командир отделения 334-й отдельной разведывательной роты 256-й стрелковой дивизии 42-й армии 2-го Прибалтийского фронта. Рядовой.
Шесть раз был ранен, но неизменно оставался в строю.

В октябре 1945 года был демобилизован. Вернулся на родину — в село Новосильское. Работал в колхозе.
Умер 18.11.1980. Похоронен в селе Новосильское.

## Награждения орденами Славы

### Первое
19 июля 1944 года Усачёв в составе группы захвата около населённого пункта Рундены (Лудзенский район, Латвия) скрытно проник в расположение немцев и, забросав гранатами блиндаж, уничтожил пулемётную точку и убил около 10 немцев.
Приказом по 219-й стрелковой дивизии № 42/н от 28.08.1944 года награждён орденом Славы 3 степени.

### Второе
16—19 сентября 1944 года в районе городов Мадона и Мадлиена (Латвия) уничтожил до 20 солдат и офицеров противника.
Приказом по 219-й стрелковой дивизии № 66/н от 27.10. 1944 года награждён вторым орденом Славы 3 степени.
Указом Президиума Верховного Совета СССР от 02.02.1958 года перенаграждён орденом Славы 2 степени.

### Третье
Усачёв к 20 января 1945 года имел на своём счету помимо убитых солдат и офицеров, большое количество взятых в плен.
Приказом по 256-й стрелковой дивизии № 5/н от 21.01.1945 года награждён третьим орденом Славы 3 степени.
Указом Президиума Верховного Совета СССР от 02.02.1958 года перенаграждён орденом Славы 1 степени.

### Четвёртое
В бою 27 января 1945 года первым ворвался в траншею противника, в рукопашном бою уничтожил 2 немцев, вынес с поля боя раненного командира.
Приказом по 42-й армии № 102/н от 18.02.1945 года награждён орденом Славы 2 степени.
Существует вероятность, что это награждение могло быть отменено или изменено 02.02.1958 года при перенаграждении. Вопрос остается нерешённым до опубликования Указа от 02.02.1958 года о перенаграждении.

## Награды
- орден Славы 1 степени (02.02.1958 № 3744). Перенаграждён взамен ордена Славы 3 степени.
- орден Славы 2 степени (02.02.1958 № 45504). Перенаграждён взамен ордена Славы 3 степени.
- орден Славы 2 степени (18.02.1945). Сведений о вручении ордена не имеется.
- орден Славы 3 степени (28.08.1944 № 712662).
- медали СССР

## Память
Именем Тимофея Усачёва названа улица в селе Новосильское.